# 1983 Бок
1983 Бок (1983 Bok) — астероїд головного поясу, відкритий 9 червня 1975 року.
Тіссеранів параметр щодо Юпітера — 3,379.